# SS Conte di Savoia
O SS Conte di Savoia foi um navio de passageiros italiano operado pela Italia di Navigazione e construído pelo Cantieri Riuniti dell'Adriatico em Trieste. Foi lançado ao mar em outubro de 1931 e realizou sua viagem inaugural em novembro do ano seguinte.